# Ernst Lothar

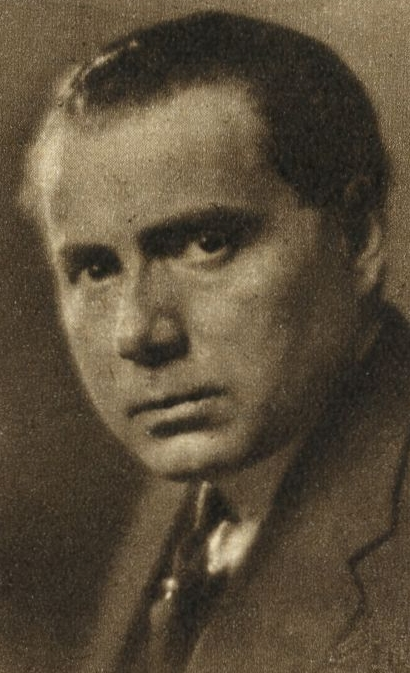
Aufnahme von Georg Fayer (~1930)

Ernst Lothar (* 25. Oktober 1890 in Brünn; † 30. Oktober 1974 in Wien; eigentlich Ernst Lothar Müller) war ein österreichischer Schriftsteller, Regisseur und Theaterdirektor.

## Leben
Ernst Lothar wurde nach seinen Brüdern Robert und Hans (der später als der Schriftsteller und Dramatiker Hans Müller-Einigen bekannt wurde) als dritter Sohn des Anwaltes Josef Müller und der Johanna Wohlmuth geboren. 1904/1905 übersiedelte die Familie nach Wien. Er studierte an der Universität Wien Germanistik und Rechtswissenschaften, 1914 wurde er zum Dr. iur. promoviert. Nach seiner Heirat mit Mary Helene Sachs des Renaudes 1914 musste er bis 1917 in den Kriegsdienst, danach schlug er die staatsanwaltschaftliche Laufbahn ein, die ihn nach Wels führte. Während dieser Zeit entstand sein erstes großes Werk, der Roman Der Feldherr, der 1918 veröffentlicht wurde. Josef Bohuslav Foerster, Erich Wolfgang Korngold und Richard Stöhr vertonten einige seiner Gedichte. 1919 wechselte er ins Handelsministerium in Wien, wo er, einer Anregung des Wiener Krawattenhändlers Ernst Hochmuth folgend, an der Errichtung der Wiener Internationalen Messe mitwirkte und – eigenen Angaben zufolge – an der Umwandlung der k.k. Export-Akademie in die Hochschule für Welthandel beteiligt war. Im Rahmen der zu seinen Agenden gehörenden Exportförderung war er zusammen mit Max Reinhardt und Hugo von Hofmannsthal auch Mitbegründer der Salzburger Festspiele.
Zwischen 1921 und 1925 erschien die Romantrilogie Macht über alle Menschen (Irrlicht der Welt; Irrlicht des Geistes; Licht). Der nunmehr als Autor bereits bekannt Gewordene trat 1925 freiwillig aus dem Staatsdienst aus, um sich ganz der Schriftstellerei zu widmen. Zuerst wurde er Theaterkritiker und Feuilletonist der „Neuen Freien Presse“. 1928 veröffentlichte er den Roman Der Hellseher, 1932 folgte Die Mühle der Gerechtigkeit.
1933 wurde Lothar Präsident des Gesamtverbandes Schaffender Künstler Österreichs und begann, als Regisseur zu arbeiten. Bei seinen ersten Regiearbeiten am Burgtheater widmete er sich besonders Franz Grillparzer und inszenierte 1933–1935 „Ein Bruderzwist in Habsburg“ und „König Ottokars Glück und Ende“. 1933 heiratete er die Schauspielerin Adrienne Gessner.
Ab 1935 war Lothar Direktor des Theaters in der Josefstadt, bis 1937 gemeinsam mit Max Reinhardt.
Nach dem „Anschluss“ Österreichs 1938 musste er als Jude zu seinem Bruder Hans nach Einigen am Thunersee in der Schweiz fliehen, dann nach Frankreich. Bei der Weihnachtsfeier der geflüchteten Österreicher in Paris am 24. Dezember 1938 trug er vor Oscar Karlweis, Joseph Roth, Guido Zernatto, Otto Habsburg und anderen sein Emigrantenlied vor: „Ein Gedicht statt einer Ansprache“.
Wir haben alles verloren,
Die Habe, das Gut und den Ruf.
Um uns hat sich niemand geschoren -
Sind wir zum Unglück geboren,
Obwohl auch uns ein Gott erschuf?
Wir haben Bücher geschrieben,
Und Menschen gesund gemacht,
Wir sind bei den Fahnen geblieben
Und wurden trotzdem vertrieben,
Bestohlen, gequält und verlacht.
 (Ausschnitt)
Im April 1939 brach der nun fast 49-Jährige nach Amerika auf und litt unter der Emigration emotionell sehr: Stefan Zweig zitiert ihn in Die Welt von Gestern, die zwischen 1939 und 1941 entstand, „Emigration ist für einen jungen Mann ohne Erinnerungen,“ und in seinem 1949 erschienenen Roman Die Rückkehr verarbeitete Lothar die Erinnerungen so: „Um einzuwurzeln, durfte man nicht entwurzeln müssen. Emigration war eine Frage der Erinnerung; wer sie nicht hatte, konnte gedeihen; wer sie hatte, verdarb.“ In New York gründete er mit Unterstützung der Young Men’s Hebrew Association das „Austrian Theatre“ und brachte mit Ernst Deutsch, Oscar Karlweis, seiner Frau u. a. Stücke österreichischer Autoren zur Aufführung. Mangels finanzieller Erfolge hatte das Theater jedoch keinen langen Bestand. 1941–1945 hielt er als Gastprofessor am Colorado Springs College Vorlesungen über Theaterwissenschaften und Vergleichende Literatur. Im Exil schrieb er fünf Romane, die zuerst in englischer Übersetzung herauskamen, darunter Beneath another Sun, The Angel with the Trumpet und Heldenplatz. Der Engel mit der Posaune wurde 1948 mit Hedwig Bleibtreu, Attila Hörbiger, Helene Thimig, Paula Wessely und seiner Frau verfilmt.
1946 kehrte er als Theater- und Musikbeauftragter des US Departements of State (Office of War Information) im Range eines Oberstleutnants nach Österreich zurück und wurde im Juni 1946 Nachfolger von Otto von Pasetti-Friedenburg als Leiter der Theater- und Musikabteilung des amerikanischen Nachrichtenkontrolldienstes in Österreich. In dieser Funktion war er u. a. am Entnazifizierungsverfahren von Herbert von Karajan beteiligt und betrieb die Rückkehr von Helene Thimig nach Österreich. Nach Zurücklegung der amerikanischen Staatsbürgerschaft 1948 wurde er wieder österreichischer Staatsbürger. 1948–1962 war er Regisseur am Burgtheater – ab 1953 als Oberspielleiter –, das er durch Inszenierungen vor allem österreichischer Dramatiker nachhaltig prägte. Er erwarb sich große Verdienste um den Wiederaufbau des österreichischen Theaterlebens; am Max-Reinhardt-Seminar hielt er Vorlesungen. Von 1952 bis 1959 war Lothar Direktoriumsmitglied der Salzburger Festspiele und als Regisseur auch für die alljährliche Inszenierung des Jedermann verantwortlich, den er im Sinne von Max Reinhardts ursprünglicher Salzburger Inszenierung betreute. Von der Aufführung aus dem Jahr 1958 existiert ein auch auf CD veröffentlichter Mitschnitt mit Will Quadflieg in der Titelrolle.
Ernst Lothar erlitt einige Tage nach seinem 84. Geburtstag eine Schenkelhalsfraktur und verstarb in deren Folge in einer Wiener Klinik.
- Ehepartner: Mary Helene Sachs des Renaudes (Heirat am 10. November 1914, Scheidung am 21. April 1933), Adrienne Gessner (Heirat am 22. Mai 1933)
- Töchter: Agathe (* 10. August 1915; † 13. August 1933); Johanna, genannt Hansi (* 19. April 1918; † 7. Dezember 1945)[5]

## Künstlerisches Schaffen
Bereits ab 1910 schrieb Lothar Lyrikbände, aber vor allem auch Novellen, Essays und zahlreiche Romane. Als Erzähler zeigte er sich hier in der Nachfolge Schnitzlers; in seiner Themenwahl bevorzugte er zum einen sexualpsychlogische Problematiken, zum anderen aber auch Gesellschafts- und Zeitprobleme nach dem Zusammenbruch der Donaumonarchie, die er zum Teil in epischer Breite ausführte. Noch heute ist der verfilmte Roman Der Engel mit der Posaune und die Erzählung Die Tür geht auf bekannt. Auch seine frühe Roman-Trilogie Macht über alle Menschen erreichte ein breites Publikum. Das Drama Ich! ist der wenig erfolgreiche Beitrag des späteren Regisseurs und Theaterleiters zur Theaterliteratur. Sein auf eigenen Erlebnissen basierender Roman Die Rückkehr (1949), die Autobiographie Das Wunder des Überlebens (1960) sowie die Sammlung Die bessere Welt (1955) verdienen, auch als Zeitdokumente, besondere Beachtung.

## Auszeichnungen und posthume Ehrungen
- 1920: Bauernfeld-Preis

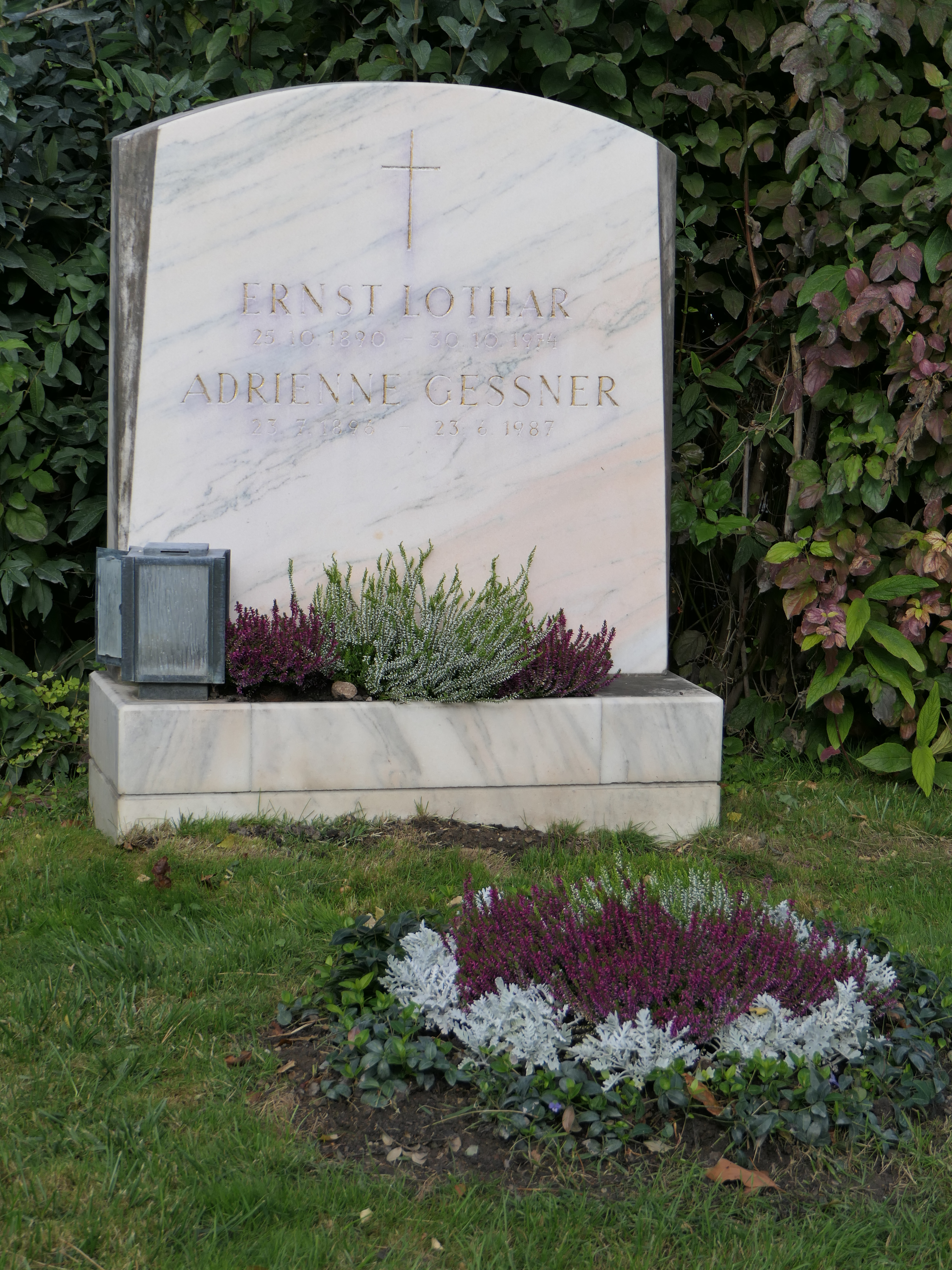
Grab von Ernst Lothar und Adrienne Gessner

- 1960: Ehrenmedaille der Bundeshauptstadt Wien in Gold
- 1960: Kainz-Medaille[6]
- 1961: Ehrenkreuz für Wissenschaft und Kunst I. Klasse
- 1963: Literaturpreis der Stadt Wien
- 1963: Goldene Nadel des P.E.N. Club

Ehrenmitglied des Burgtheaters und des P.E.N. Clubs
Sein Ehrengrab und das seiner Gattin Adrienne Gessner befindet sich auf dem Wiener Zentralfriedhof (Gruppe 32 C, Nummer 37).
Im Vorraum der Foyer-Galerie des Burgtheaters befindet sich die von Wander Bertoni abgenommene Totenmaske von Ernst Lothar.

## Werke
- Der ruhige Hain. Gedichte. München 1911.
- Die Rast. Gedichte. München 1912.
- Die Einsamen. Novellen. München 1913.
- Italien. Kamönenverlag, Wien 1915.
- Österreichische Schriften. Weltbürgerliche Betrachtungen zur Gegenwart. Essays. Piper, München 1916.
- Der Feldherr. Roman des Ruhms. Freytag & Tempsky, Leipzig 1918.
- Macht über alle Menschen. Georg Müller, München 1921–1925.

Irrlicht der Welt. (Des Romans Macht über alle Menschen erster Teil). Georg Müller, München 1921.
Irrlicht des Geistes. (Des Romans Macht über alle Menschen zweiter Teil). Georg Müller, München 1923.
Licht. (Des Romans Macht über alle Menschen dritter Teil). Georg Müller, München 1925.
- Ich! Ein Theaterstück in 4 Akten. Müller, München 1921
- Bekenntnis eines Herzsklaven. Roman. Ullstein, Berlin 1923.
- Triumph des Gefühls. Zwei Erzählungen. (Vogelhandlung des Adam Dein. Partei: Mensch.) Hartlebens Verlag, Wien-Leipzig 1925 -- Österreichische Bücherei 2/2A
- Gottes Garten. Ein Buch von Kindern. Buchschmuck von Viktor Schufinsky. Speidel, Wien 1927.
- Drei Tage und eine Nacht. Novelle. Speidel, Wien 1927.
- Der Hellseher. Roman. Zsolnay, Berlin 1929.
- Der Kampf um das Herz. (Neubearbeitung von: Bekenntnis eines Herzsklaven). Zsolnay, Berlin 1930.
- Die Tür geht auf. Notizbuch der Kindheit. Zsolnay, Wien 1931.
- Kleine Freundin. Roman einer Zwölfjährigen. Zsolnay, Hamburg 1931.
- Kinder. Erste Erlebnisse. (Neubearbeitung und Vermehrung von: Gottes Garten). Zsolnay, Berlin 1932.
- Die Mühle der Gerechtigkeit oder Das Recht auf den Tod. Zsolnay, Wien 1933.
- Eine Frau wie viele oder Das Recht in der Ehe. Roman. Zsolnay, Wien 1934.
- Romanze F-Dur. Aus dem Tagebuch eines jungen Mädchens. Roman. Zsolnay, Wien 1935.
- Fräulein Else. Theaterstück nach Arthur Schnitzlers gleichnamiger Novelle. Wien 1936
- Nähe und Ferne. (Länder, Leute, Dinge). Rohrer, Brünn 1937.
- A Woman in witness. A Paris diary. Englische Übersetzung von Die Zeugin von Barrows Mussey. Book League of America, Garden City, N.Y. 1941.
- Beneath another sun. Englische Übersetzung von Unter anderer Sonne von Barrows Mussey. Doubleday, Doran & Co., Garden City, N.Y. 1943.
  - Unter anderer Sonne. Roman des Südtiroler Schicksals. 1961
- The Angel with the Trumpet. Übersetzung Elizabeth Reynolds. Garden City : Doubleday, 1944
  - Der Engel mit der Posaune. Roman eines Hauses. 1947
  - Neuausgabe bei Zsolnay 2016, mit einem Nachwort von Eva Menasse
- Heldenplatz. Roman. Schoenhof, Cambridge/Mass.1945.
- Die Rückkehr. Roman. Verlag Das Silberboot, Salzburg 1949.
  - Neuausgabe bei Zsolnay 2018, mit einem Nachwort von Doron Rabinovici
- Die Zeugin. Pariser Tagebuch einer Wienerin. Danubia, Wien 1951.
- Verwandlung durch Liebe. Roman. Zsolnay, Wien 1951.
- Das Weihnachtsgeschenk. Erzählung. Zsolnay, Wien 1954.
- Die bessere Welt. Reden und Schriften. Zsolnay, Wien 1955.
- Will Quadflieg. Mit Beiträgen u. a. von Ernst Lothar. Hoeppner, Hamburg 1957.
- Das Wunder des Überlebens. Erinnerungen und Ergebnisse. Zsolnay, Wien 1960.
  - Neuausgabe bei Zsolnay 2020, mit einem Nachwort von Daniel Kehlmann
- Unter anderer Sonne. Roman des Südtiroler Schicksals. Ausgewählte Werke. Band I. Zsolnay, Wien 1961.
- Ausgewählte Werke in Einzelausgaben. 6 Bände. Zsolnay, Hamburg-Wien

Unter anderer Sonne. Roman des Südtiroler Schicksals. (Bd. I; 1961).
Kleine Freundin. (Bd. II; 1962).
Die Mühle der Gerechtigkeit. (Bd. III; 1962).
Der Engel mit der Posaune. (Bd. IV; 1963).
Das Wunder des Überlebens. (Bd. V; 1966).
Macht und Ohnmacht des Theaters. Reden, Regeln, Rechenschaft. (Bd. VI; 1968).

## Filme
Etliche Werke von Ernst Lothar wurden auch verfilmt:
- 1934: Little Friend; Regie: Berthold Viertel, nach Kleine Freundin
- 1935: The Clairvoyant; Regie: Maurice Elvey, mit Claude Rains, Fay Wray, frei nach Der Hellseher
- 1948: Der Engel mit der Posaune; Regie: Karl Hartl, nach dem gleichnamigen Roman
- 1948: An Act of Murder; Regie: Michael Gordon, mit Fredric March, nach Die Mühle der Gerechtigkeit
- 1950: The Angel with the Trumpet; Regie: Anthony Bushell, nach Der Engel mit der Posaune

Bei dem Fernsehfilm Anatol (Österreich 1961) nach Arthur Schnitzler führte er selbst Regie (gemeinsam mit Erich Neuberg) und schrieb das Drehbuch.